# Индийско-украинские отношения
Украино-индийские отношения начались 26 декабря 1991, когда Индия признала независимость Украины, а 17 января 1992 между странами установлены дипломатические отношения. 13 февраля 1993 Первый Чрезвычайный и Полномочный Посол Украины в Индии вручил Президенту Республики Индия свои верительные грамоты. Посольство Индии в Киеве было открыто в мае 1992 года, а в феврале 1993 года Украина открыла свое представительство в Нью-Дели. Генеральное консульство Индии в Одессе функционировало с 1962 года до его закрытия в марте 1999 года.

## СССР
Еще в 1960-1970-х Украинская ССР в рамках сотрудничества СССР с Индией оказывала экономическую и военную помощь Республике Индия, которая в общем вкладе составляла около 30 %, а в таких отраслях как металлургия, энергетика, тяжелое машиностроение, поставки оружия (в частности транспортных самолетов, боевых кораблей и т. п.) доля Украины была значительно выше. Первые индийские космические искусственные спутники собирались на Южмаше в городе Днепропетровск.
Во времена СССР действовало украинское отделение общества советско-индийской дружбы, однако оно полностью управлялось Москвой. Около в 1987 началась самостоятельная деятельность, которая закончилась отделением от Москвы и созданием Общества "Украина-Индия".

## Украина

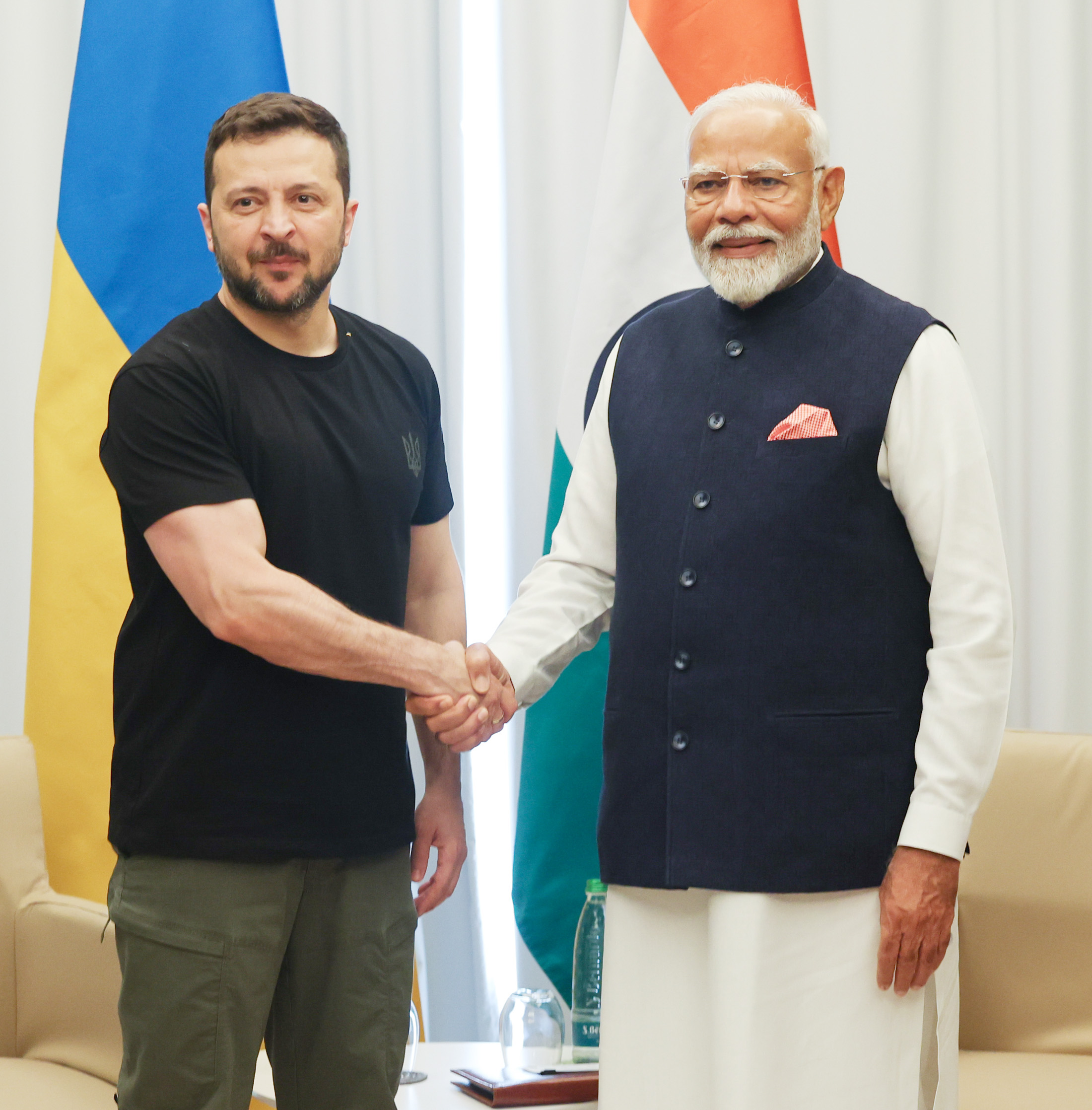
Владимир Зеленский и Нарендра Моди на саммите G7, 14 июня 2024 год

За годы независимости Украина и Индия наладили сотрудничество почти во всех сферах: экономической, политической, научно-технической, оборонной и культурной. Украина играет очень важную роль в обеспечении Индии оружием. Работа межгосударственной комиссии по экономическому, торговому, научному, технологическому и культурному сотрудничеству, совместный деловой совет торгово-промышленных палат, консультации между министерствами иностранных дел способствовали развитию сотрудничества между странами, позволило организовать обучение украинских граждан в Индии за счет правительства Украины. В Украине обучается 2500 индийских студентов, работают общества дружбы и культурных связей.
Сотрудничество между Украиной и Индией в культурно-гуманитарной сфере развивается динамично: стороны осуществляют культурные обмены, способствуют участию представителей обеих стран в различных культурологических и спортивных мероприятиях, международных конкурсах, конференциях и т.д. Оно происходит в рамках Соглашения между правительством Украины и правительством Республики Индия о сотрудничестве в области культуры, искусства, образования, туризма, спорта и средств массовой информации от 27 марта 1992.
Взаимное изучение культур народов имеет долгую историю. Так Леся Украинка переводила гимны Ригведы, Иван Франко - части Магабхараты и других священных индийских книг. Некоторые работы украинских классиков, в том числе Тараса Шевченко, были переведены на языки народов Индии. Также переведены на украинский язык произведения индийских писателей XIX и XX века.

## Торговля
В период с января по сентябрь 2024 года объемы торговли стран составили 1,45 млрд. долларов США. Экспорт товаров из Украины составил 0,58 млрд. долларов, импорт из Индии – 0,87 млрд. долларов.
Основными товарными позициями украинского экспорта в Индию были: подсолнечное масло (389,5 млн. долларов), кукуруза (70,4 млн. долларов), овощи бобовые сушеные (21 млн. долларов), уголь каменный, антрацит (10,4 млн. долларов), жмых и другие твердые отходы от извлечения растительных жиров и масел (9,5 млн. долларов).
В импорте из Индии преобладали: фармацевтическая продукция (117,3 млн долларов), нефтепродукты (80,1 млн долларов), шины и покрышки (18,9 млн долларов), аппараты электрические телефонные или телеграфные; видеотелефоны (18,5 млн. долларов), прокат плоский из нелегированной стали (17,3 млн. долларов).
29 марта 2024 года в Нью-Дели под председательством министров иностранных дел Украины и Индии состоялось заседание по вопросам деятельности Межправительственной украинско-индийской комиссии по торговому, экономическому, научному, техническому, промышленному и культурному сотрудничеству.
15 мая 2024 года состоялось 5-е заседание совместной украинско-индийской рабочей группы по торгово-экономическому сотрудничеству (в онлайн формате).

## Позиция по российскому вторжению на Украину
На протяжении всего периода российского вторжения на Украину Индия воздерживалась от голосования в поддержку нескольких резолюций, направленных на осуждение действий России в Украине, как на Генеральной Ассамблее ООН, так и в Совете Безопасности ООН. Индия была одной из трех стран в Совете Безопасности ООН, воздержавшихся от голосования по резолюции, осуждающей российское вторжение на Украину в 2022 году, которая в итоге не была принята из-за вето постоянного члена — России. Индия также воздержалась от голосования в поддержку резолюций, требующих расследования нарушений Россией прав человека в Украине, и резолюции, направленной на прекращение членства России в Совете ООН по правам человека. Россия, в свою очередь, также похвалила Индию за воздержание от резолюций, направленных против России, и назвала позицию Индии «сбалансированной и независимой».
Правительство Индии также отказалось осудить вторжение России на Украину и назвало индийско-российскую дружбу «нерушимой». После вторжения на Украину Индия удвоила закупки большого количества российской нефти по сниженным ценам и продолжила размещать заказы на оружие российского производства. Благодаря этому в 2022 году Россия заняла 3-е место среди крупнейших поставщиков нефти в Индию. В 2021 году Россия занимала 17-е место, поставляя лишь около 1 % от общего объема импорта нефти в Индию. С апреля 2022 года по январь 2023 года российский импорт в Индию вырос на 384 %, в основном за счет увеличения импорта российской нефти. Министр иностранных дел Украины Дмитрий Кулеба раскритиковал Индию за выгоду от покупки дешевой российской нефти. 29 декабря 2022 года, после российских ударов по украинской инфраструктуре, Кулеба написал в Твиттере: «Не может быть "нейтралитета" перед лицом таких массовых военных преступлений. Притворяться "нейтральным" - значит принимать сторону России". Индийское правительство предоставило Украине значительный объем ненасильственной и гуманитарной помощи, включая основные медикаменты, необходимое медицинское оборудование и школьные автобусы, делая акцент на своей дегипнотизированной политике.
В июне 2024 года индийский дипломат Паван Капур принял участие в мирном саммите по Украине в Швейцарии. Капур не подписал Совместное коммюнике.
В июле 2024 года премьер-министр Индии Нарендра Моди посетил Москву, чтобы встретиться с президентом России Владимиром Путиным. Президент Украины Владимир Зеленский раскритиковал визит Нарендры Моди в Москву как "огромное разочарование и разрушительный удар по мирным усилиям". Они обнялись, когда Моди выходил из своего автомобиля; этот поступок был раскритикован Зеленским, поскольку он произошел в тот же день, когда российские ракеты нанесли удар по детской больнице в Киеве.
В августе 2024 года Моди посетил Украину, что стало первым визитом индийского премьер-министра в Украину.

## Консульства
18 марта 2025 года Министры иностранных дел Украины и Индии Андрей Сибига и Субраманьян Джайшанкар во время встречи в Нью-Дели официально открыли украинское генеральное консульство в городе Мумбаи.